# Asmahan Boudjadar
Asmahan Boudjadar, née le 13 juin 1980, est une athlète handisport algérienne.

## Biographie
Aux Mondiaux de 2017 se déroulant à Londres, elle est médaillée d'or en lancer de javelot F33, un an après avoir été championne paralympique du lancer de poids lors des Jeux de Rio avec un jet à 5,72 m devant la Qatarie Sara Hamid Masoud et l'Émiratie Sara Alsenaani. La même année, elle bat le record du monde du lancer de javelot F32/33/53 avec un jet à 12,82 m, soit 81 cm plus loin que le précédent record.
Elle réalise le doublé lancer de poids/lancer de javelot lors du Grand Prix d'athlétisme handisport de Fazza à Dubaï en février 2019 avec un jet à 11,99 m en javelot et à 6,34 m au poids. Quelques mois plus tôt dans la même ville, elle remporte l'or au lancer de poids F32/33/53 avec un jet à 6,35 m, à deux centimètres du record du monde de la discipline. Elle est également médaillée d'or en lancer de javelot.